# Ville Laihiala
Ville Petteri Laihiala est un chanteur et guitariste de metal né le 13 juin 1973 à Oulu en Finlande.

## Biographie
Il est le principal chanteur du groupe Sentenced de l'album Down (1996) jusqu'au Funeral Album (2005). 
Il rejoint ensuite en tant que chanteur et guitariste le groupe de metal Poisonblack. Il écrit toutes les paroles de Poisonblack et a également écrit quelques textes pour Sentenced ; tels que Aika Multaa Muistot ou One With Misery.

## Discographie

### Single
- Mercury Falling (2011/Century Media Records)

### AvecPoisonblack
- A Dead Heavy Day (2008/Century Media Records)
- Lust Stained Despair (2006/Century Media Records)
- Escapexstacy (2003/Century Media Records)
- Of Rust And Bones (2010/Century Media Records)
- Drive (2011/Hype Productions)
- Lyijy (2013)

### AvecSentenced
- Buried Alive (2006/Century Media Records)
- The Funeral Album (2005/Century Media Records)
- The Cold White Light (2002/Century Media Records)
- Crimson (2000/Century Media Records)
- Frozen (1998/Century Media Records)
- Down (en) (1996/Century Media Records)